# Монбельяр (замок)
Замок Монбельяр — резиденция правителей княжества Монбельяр.
Он находится на скале над городом Монбельяр. На месте замка уже во времена галло-римлян находилось укрепление и смотровая башня для защиты поселения Мандёр (Mandeure). В XI — XII веках замком владел Монбельярский дом. До 1397 года замок принадлежал роду Монфокон, вассалам Бургундского графства. Потом он перешёл Вюртембергским.
В 1793 году замок стал частью революционной Франции. До 1933 года в нём находился гарнизон, потом он стал музеем.